# 82. Infanterie-Brigade (Deutsches Kaiserreich)
Die 82. Infanterie-Brigade war ein Großverband der Preußischen Armee.

## Geschichte
Im Zuge der Heeresvergrößerung wurde zum 1. April 1897 die 82. Infanterie-Brigade in Hannover gebildet. Sie gehörte zur 20. Division des X. Armee-Korps und ihr waren die Infanterie-Regiment Nr. 164 und 165 unterstellt. Mit der Bildung des XVIII. Armee-Korps trat die Brigade zum 1. April 1899 zur 39. Division über und verlegte nach Colmar. Dort waren ihr die Landwehrbezirke Colmar und Lörrach zugeordnet.
Zu diesem Zeitpunkt schieden die beiden Infanterieregimenter aus dem Brigadeverband und wurden durch die Jäger-Bataillone Nr. 4, 8, 10 und 14 ersetzt. Aus diesem Grund führte die Brigade auch den Zusatz „(Jäger-Brigade)“, der zum 1. April 1901 wieder entfiel, als für die Jägerbataillone die beiden Infanterie-Regimenter Nr. 171 und 172 unter das Kommando kamen.
Durch Veränderungen in der Heeresstruktur kam die Brigade mit der übergeordneten 39. Division am 1. Oktober 1912 zum XV. Armee-Korps in Straßburg. Damit wurde der bisherige Landwehrbezirk Lörrach durch Schlettstadt ersetzt.
Mit Ausbruch des Ersten Weltkriegs wurde die Brigade um das Kurmärkische Dragoner-Regiment Nr. 14 und das Großherzoglich Mecklenburgische Jäger-Bataillon Nr. 14 verstärkt. Im Verbund der 39. Infanterie-Division nahm sie an der Westfront zunächst an den Grenzkämpfen und den Schlachten in Lothringen sowie vor Nancy-Epinal teil. Nach Kämpfen bei Juvincourt an der Aisne ging sie Ende Oktober 1914 in den Stellungskrieg in Flandern und im Artois über.
Mit der Bildung der 115. Infanterie-Division wurde der Stab am 2. April 1915 in 229. Infanterie-Brigade umbenannt.

## Kommandeure
| Dienstgrad                         | Name                | Datum                                                    |
| ---------------------------------- | ------------------- | -------------------------------------------------------- |
| Generalmajor                       | Oskar von Lübbers   | 01. April 1897 bis 24. März 1889                         |
| Generalmajor                       | Adolf von Thermo    | 25. März 1899 bis 17. April 1901                         |
| Generalmajor                       | Ludwig von Eynatten | 18. April 1901 bis 21. März 1903                         |
| Würt. Generalmajor/Generalleutnant | Emil von Loeffler   | 27. Januar 1905 bis 3. April 1908                        |
| Generalmajor                       | Otto Wyneken        | 04. April 1908 bis 9. September 1910                     |
| Generalmajor                       | Max Hofmann         | 10. September 1910 bis 21. März 1913                     |
| Oberst                             | William Balck       | 22. März bis 17. April 1913 (mit der Führung beauftragt) |
| Generalmajor                       | William Balck       | 18. April 1913 bis 8. Mai 1914                           |
| Generalmajor                       | Otto Sommerfeld     | 09. Mai 1914 bis 1. April 1915                           |